# Брод (Житомирская область)
Брод (укр. Брід) — село на Украине, находится в Радомышльском районе Житомирской области.
Код КОАТУУ — 1825084402. Население по переписи 2001 года составляет 67 человек. Почтовый индекс — 12254. Телефонный код — 4132. Занимает площадь 0,284 км².

## Адрес местного совета
12254, Житомирская область, Радомышльский р-н, с. Кичкири, ул. Центральная, 165